# Massey Ferguson 1155
Le Massey Ferguson 1155 est un tracteur agricole produit par la firme Massey Ferguson.
Il est fabriqué aux États-Unis de 1974 à 1978. Ce tracteur de forte puissance pour l'époque (150 ch DIN) est propulsé par un moteur à huit cylindres en V, architecture courante aux États-Unis.

## Historique
Dans les années 1970, l'augmentation de puissance des tracteurs se heurte à deux obstacles. Si le recours à un moteur avec turbocompresseur n'est pas retenu, il faut augmenter le nombre de cylindres du moteur pour atteindre une puissance de l'ordre de 150 ch. La solution des tracteurs à quatre roues motrices ne s'étant pas généralisée, à l'exception des tracteurs articulés, il est nécessaire de jumeler les roues motrices pour augmenter l'adhérence de l'engin et utiliser pleinement sa puissance de traction.
C'est pour répondre à ces deux impératifs que Massey Ferguson conçoit le 1155, évolution de plusieurs modèles de haut de gamme (1080, 1100, 1150). Le tracteur est équipé d'un moteur à huit cylindres en V, architecture couramment utilisée aux États-Unis et qui fait en quelque sorte partie de la culture des motoristes et du public ; il possède en outre des roues arrière motrices presque systématiquement jumelées.

## Caractéristiques

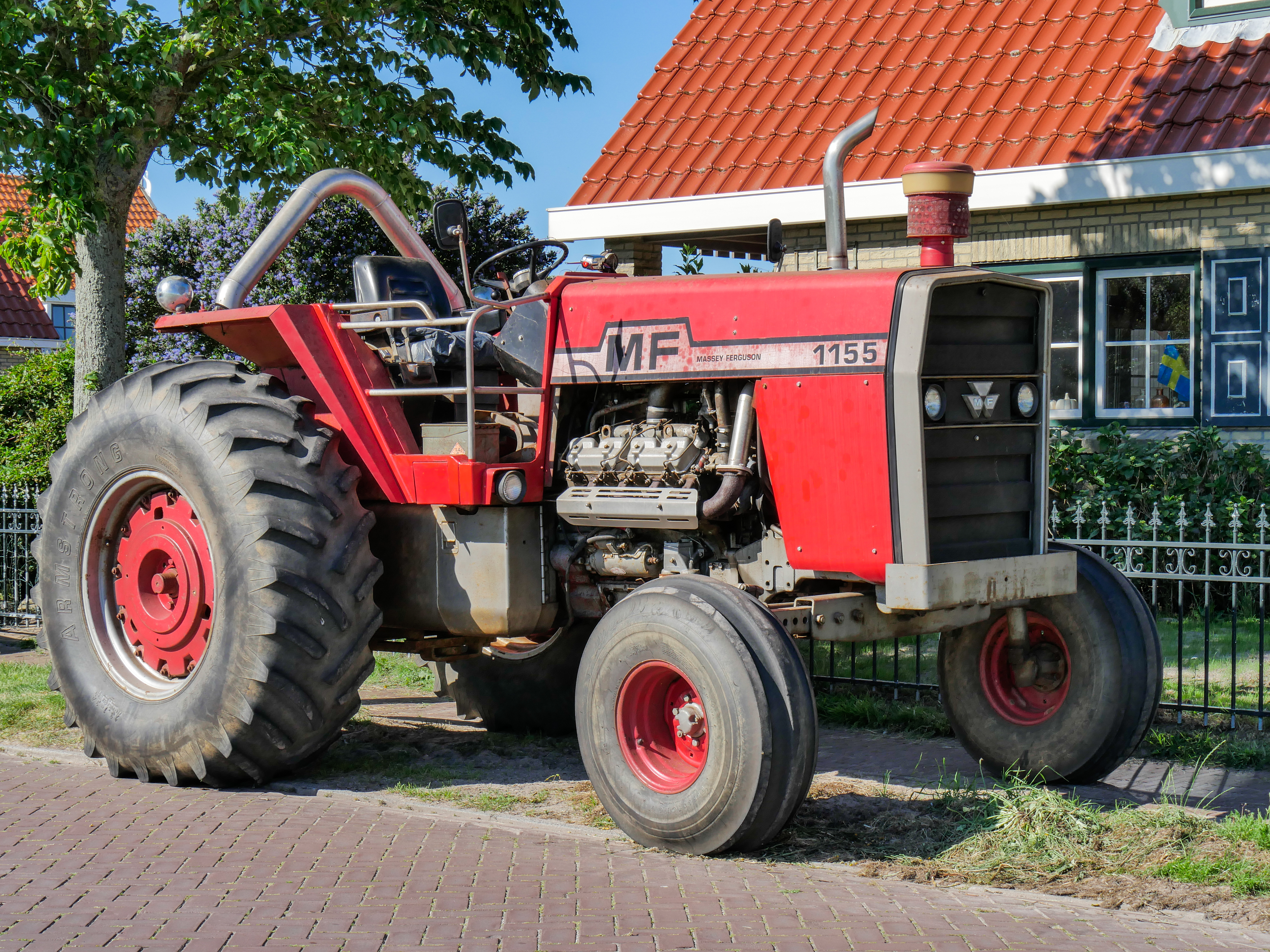
Massey Ferguson 1155 modifié pour être utilisé lors d'exhibitions.

Il est équipé d'un moteur Diesel à huit cylindres en V à injection directe fabriqué par Perkins. Ce moteur, d'une cylindrée totale de 8 849 cm3, développe une puissance de 155 ch DIN à 2 200 tr/min.
La boîte de vitesses à douze rapports avant et quatre rapports arrière avec amplificateur de couple « Multipower » de série est une évolution de celle installée dix ans plus tôt sur le Massey Ferguson 1100.
Le tracteur est équipé d'une cabine dont le confort est bon, mais nettement en retrait par rapport à ce que propose notamment John Deere, une référence à cette époque. Cette cabine est carrée avec des vitres planes et elle est très peu capitonnée, ce qui n'améliore pas l'absorption des ondes sonores. Toutefois, elle est montée sur silentblocs et elle bascule pour faciliter l'entretien du tracteur.
Le Massey Ferguson 1155 est un tracteur conçu aux États-Unis et qui répond aux besoins des agriculteurs américains : le relevage n'est pas parmi les plus performants mais les outils utilisables sont traînés et non portés.
Le style du 1155 est celui adopté par les autres tracteurs de la marque à partir de 1973, facilement reconnaissable avec des marquages en gros caractères et une calandre à pan cassé entourée d'un jonc gris métallisé ; il est repris sur tous les tracteurs Massey Ferguson pendant 20 ans.